# NGC 4715
NGC 4715 é uma galáxia espiral (S0-a) localizada na direcção da constelação de Coma Berenices. Possui uma declinação de +27° 49' 22" e uma ascensão recta de 12 horas, 49 minutos e 57,8 segundos.
A galáxia NGC 4715 foi descoberta em 10 de Maio de 1863 por Heinrich Louis d'Arrest.